# Lâché par sa femme
Pour plus de détails, voir Fiche technique et Distribution.
Lâché par sa femme (ou Monsieur et Madame boudent ou encore Rigadin lâché par sa femme) est un film muet français réalisé par Georges Monca, sorti en 1911.

## Fiche technique
- Titre : Lâché par sa femme
- Autres titres : Monsieur et Madame boudent ou encore Rigadin lâché par sa femme
- Réalisation : Georges Monca
- Scénario :
- Photographie :
- Montage :
- Société de production : Société cinématographique des auteurs et gens de lettres (S.C.A.G.L)
- Société de distribution : Pathé Frères
- Pays d'origine :  France
- Langue : film muet avec les intertitres en français
- Métrage : 150 mètres
- Format : Noir et blanc — 35 mm — 1,33:1 — Muet
- Genre : court métrage de Comédie
- Durée : 5 minutes
- Dates de sortie : 
  - France : février 1911

## Distribution
- Charles Prince : Rigadin
- Gabrielle Lange
- Paulette Lorsy